# Yondoto Almou
Yondoto Almou (auch: Dan Doto, Indoto, Yan Dato Almou, Yandoto Almou, Yan Doto Almou, Yandoto Garin Malam) ist ein Dorf in der Landgemeinde Saé Saboua in Niger.

## Geographie
Das von einem traditionellen Ortsvorsteher (chef traditionnel) geleitete Dorf befindet sich rund 22 Kilometer westlich des Hauptorts Saé Saboua der gleichnamigen Landgemeinde, die zum Departement Guidan Roumdji in der Region Maradi gehört. Zu den Siedlungen in der näheren Umgebung von Yondoto Almou zählen die Regionalhauptstadt Maradi im Süden, Kadata und Tibiri im Westen sowie Zaourami im Nordwesten.
Yondoto Almou ist Teil der Übergangszone zwischen Sahel und Sudan. Die durchschnittliche jährliche Niederschlagsmenge beträgt hier zwischen 400 und 500 mm.

## Bevölkerung
Bei der Volkszählung 2012 hatte Yondoto Almou 1805 Einwohner, die in 179 Haushalten lebten. Bei der Volkszählung 2001 betrug die Einwohnerzahl 1102 in 126 Haushalten und bei der Volkszählung 1988 belief sich die Einwohnerzahl auf 834 in 109 Haushalten.
Die Bevölkerungsdichte in diesem Gebiet ist für nigrische Verhältnisse hoch.

## Wirtschaft und Infrastruktur
Das Gebiet der Ebenen im südlichen Teil der Region Maradi, in dem Yondoto Almou liegt, ist von einer anhaltenden Degradation der ackerbaulichen Flächen gekennzeichnet, die mit der hohen Bevölkerungsdichte in Zusammenhang steht. Im Dorf ist ein Gesundheitszentrum des Typs Centre de Santé Intégré (CSI) vorhanden. Es gibt eine Schule.